# Lawotschkin LaGG-3
Die Lawotschkin-Gorbunow-Gudkow LaGG-3 (russisch Лавочкин-Горбунов-Гудков ЛаГГ-3), so ihre vollständige Typbezeichnung, war ein einsitziges, einmotoriges Jagdflugzeug, das von der Sowjetunion entwickelt und im Zweiten Weltkrieg eingesetzt wurde.

## Entwicklung
Semjon Lawotschkin, seit 1929 Mitarbeiter des ZAGI, beschäftigte sich seinerzeit mit der Entwicklung eines speziellen Baustoffs, der es möglich machen sollte, leistungsfähige Jagdflugzeuge in Ganzholzbauweise zu produzieren. Das Material sollte leichter als Duraluminium, dazu nicht brenn- und gut formbar sowie leicht zu bearbeiten sein. Im Rahmen des im Mai 1939 gegründeten OKB-301 entwarf er daraufhin gemeinsam mit Michail Gudkow und Wladimir Gorbunow einen Jäger, der aus  Delta-Derwesina, einem neuartigen Holzbaustoff aus kunstharzgetränktem Sperrholz aus sibirischer Birke bestand und der eine rasche und billige Serienfertigung erlauben sollte. Unter der Bezeichnung I-22 startete das Flugzeug am 30. März 1940 mit A. I. Nikaschin zum Erstflug. Von diesem 1941 in LaGG-1 umbenannten Typ wurden 100 Stück gebaut.
Durch die überhastete Konstruktion traten zwangsläufig Mängel zutage, so etwa Probleme beim Steuern der Maschine, wozu ein großer Kraftaufwand nötig war, sowie technologische Schwachstellen in der Produktion. Das Flugzeug wurde daraufhin noch einmal überarbeitet, so wurden größere Tanks eingebaut und der Zweiblattpropeller durch einen dreiblättrigen ersetzt. Am 14. Juni 1940 war der Erstflug dieses I-301 und später LaGG-3 genannten Modells, wiederum durchgeführt von Nikaschin.
Anfang 1941 begann die Serienproduktion im Werk 23 in Leningrad (später Werk 153 in Nowosibirsk), im Werk 21 in Gorki und im Werk 31 in Taganrog (später Tbilissi). Bis Beginn des Krieges mit Deutschland waren etwa 300 LaGG-3 gebaut, bis Ende 1941 waren es schon 2507. Die meisten LaGG-3 wurden von 1941 bis 1942 in Gorki gebaut (3553 Flugzeuge), nach der Produktionsumstellung in Gorki auf die La-5 fertigte nur noch das Werk 31 in Tbilissi die verbesserten Versionen der LaGG-3. Nach insgesamt etwa 2550 dort produzierten LaGG-3 wurde Anfang 1944 die Produktion auf die Jak-3 umgestellt. Geringe Mengen fertigten das Leningrader Werk 23 (65) und das Werk 153 in Nowosibirsk (330). Insgesamt wurden 6528 LaGG-3 gebaut.
Die LaGG-3 war sehr robust und widerstandsfähig, doch kränkelte sie zeitlebens an einem zu schweren und zu schwachen Motor, weshalb Lawotschkin mehrere andere Triebwerke testete, so das WK-107, M-82 oder das WK-105PF-2. In einer kleinen Serie erschien schließlich im Sommer 1942 eine auf 2865 kg Startmasse reduzierte LaGG-3 (russisch облегчённый oblegtschjonny – erleichtert) mit dem WK-105PF. Diese war von Wladimir P. Gorbunow konstruiert worden. Neben dem anderen Triebwerk wurde der Rumpfrücken hinter dem Cockpit abgesenkt, Vorflügel und Querruder-Massenausgleichsstücke entfernt und als Bewaffnung eine Leichtkanone B-20 in der Propellernabe und ein 12,7-mm-MG UB eingebaut. Das Leergewicht konnte dadurch um 300 kg gesenkt werden. Trotz deutlich gestiegener Flugleistungen wie zum Beispiel einer Geschwindigkeit von 623 km/h auf 4000 m Flughöhe wurde das  Modell nicht weiterverfolgt. Andere Bezeichnungen für diesen Typ waren Gorbunow 105 und Samoljot (Flugzeug) 105.

## Einsatz
Die LaGG-3 bildete bald den Kern der sowjetischen Jagdfliegerverbände. Sie zeigte sich jedoch den damals neu eingesetzten Bf 109 F der deutschen Luftwaffe unterlegen, was zur Entwicklung des Nachfolgemusters La-5 führte.

## Technische Beschreibung
Die LaGG-3 war ein freitragender Tiefdecker in Vollholzbauweise mit konventionellem Fahrwerk mit Heckrad. Das Leitwerk war ebenfalls freitragend, die trapezförmigen Tragflügel zweiholmig mit diagonal darübergeklebten Sperrholzstreifen. Die Steuerflächen bestanden aus mit Stoff bespannten Metallrahmen. Das Fahrwerk war komplett einziehbar. Der Rumpf war in Halbschalenbauweise gefertigt. Die Motorenaufhängung und die Waffenlafetten waren als Stahlrohr-Schweißkonstruktion ausgeführt.

## Projekte
| Bezeichnung          | Merkmale |
| -------------------- | --- |
| LaGG-3M-82           | Im Sommer 1941 in Tbilissi getestete Maschine mit Schwezow-M-82-Sternmotor. Ging wegen ungenügender Leistungen und schlechter Aerodynamik nicht in Serie. |
| Gudkow K-37          | Prototypenserie vom August 1941 mit 37-mm-Nudelman-Kanone. Der Kampfsatz betrug 20 Granaten. Gudkow hatte sich zu diesem Zeitpunkt schon von Lawotschkin getrennt. Drei Exemplare wurden gebaut, die bei Wjasma erprobt wurden. Der Pilot Pereskokow schoss bei einem solchen Gefechtsflug zwei Bf 110 ab. Die Evakuierung des Moskauer Werkes verhinderte den Serienbau. |
| Gudkow Gu-82/ Gu-182 | Im März 1941 als Gu-182 erprobtes Exemplar mit M-82-Sternmotor. Der Motor mit Träger, Haube und Propeller wurde unverändert von der Suchoi Su-2 übernommen. Da das Flugzeug schlechte Steigeigenschaften besaß, wurde der Motorträger durch den der Su-4 ersetzt. Die Bewaffnung bestand aus zwei 20-mm-MK SchWAK. Verzögerungen des Projektes ergaben sich durch die Evakuierung des Werkes im Oktober 1941. Im Sommer 1942 ging das Modell als Gu-82 in die Erprobung. Das Projekt wurde nicht mehr weiterverfolgt, da die La-5 mittlerweile serienreif war und die Startmasse des Typs im Vergleich zur Motorleistung zu hoch war. |
| LaGG-3 Dubler        | Prototyp von Lawotschkin von 1944 mit leistungsstärkeren Klimow WK-105PF-2-Triebwerk, 23-mm-Kanone WJa und 12,7-mm-MG UBS. Erprobt von I. M. Dsjuba, erreichte sie in 3400 Metern 618 km/h Höchstgeschwindigkeit. Ein Serienbau unterblieb. |

## Technische Daten

Dreiseitenriss der LaGG-3

| Kenngröße             | Daten                                                 |
| --------------------- | ----------------------------------------------------- |
| Spannweite            | 9,80 m                                                |
| Länge                 | 8,81 m                                                |
| Höhe                  | 3,34 m                                                |
| Flügelfläche          | 17,51 m²                                              |
| Flügelstreckung       | 5,5                                                   |
| Rüstmasse             | 2.620 kg                                              |
| Startmasse            | 3.076 kg                                              |
| Triebwerk             | ein 12-Zylinder-V-Motor Klimow WK-105P                |
| Leistung              | 1.050 PS (772 kW)                                     |
| Höchstgeschwindigkeit | in Bodenhöhe 495 km/h in 5000 m Höhe 575 km/h         |
| Steigzeit auf 5000    | 5,0 min                                               |
| Reichweite            | 1.000 km                                              |
| Gipfelhöhe            | 9.700 m                                               |
| Zeit für Vollkurve    | 20 s                                                  |
| Bewaffnung            | eine 20-mm-Maschinenkanone SchWAK zwei 12,7-mm-MG UBS |
| Abwurfmunition        | 200 kg Bomben oder sechs ungelenkte RS-82-Raketen     |